# Erforsche mich, Gott, und erfahre mein Herz, BWV 136
Erforsche mich, Gott, und erfahre mein Herz (Examíname, Dios, y conoce mi corazón), BWV 136, es una cantata religiosa de Johann Sebastian Bach, compuesta en 1723 en Leipzig para ser utilizada para el octavo domingo después de la Trinidad. Dirigió él mismo la primera actuación el 18 de julio del mismo año.

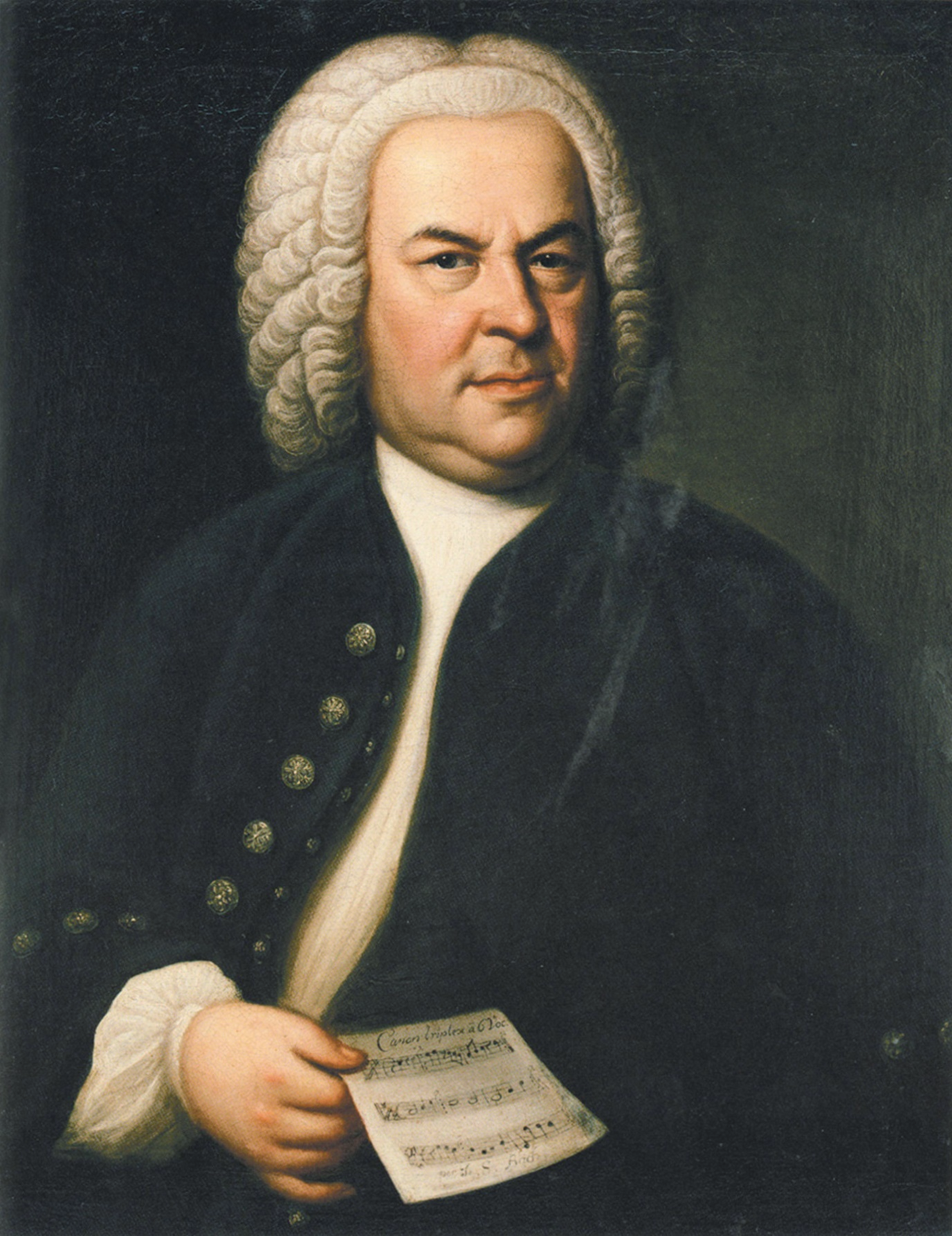
Retrato de Johann Sebastian Bach, realizado por E. G. Haussmann en 1748.

La obra forma parte del primer ciclo anual de cantatas de Bach, quien comenzó a componerlas para todos los eventos del año litúrgico cuando asumió el cargo de Thomaskantor en mayo de 1723. La cantata está estructurada en seis movimientos: dos movimientos corales al principio y al final enmarcan una secuencia de recitativos y arias que se alternan. El movimiento de apertura se basa en un verso del Salmo 139 y el coral de cierre en una estrofa del himno de Johann Heermann llamado «Wo soll ich fliehen hin». La cantata está escrita para tres solistas vocales (alto, tenor y bajo), coro a cuatro voces, trompa, dos oboes, cuerdas y bajo continuo.

## Historia y texto

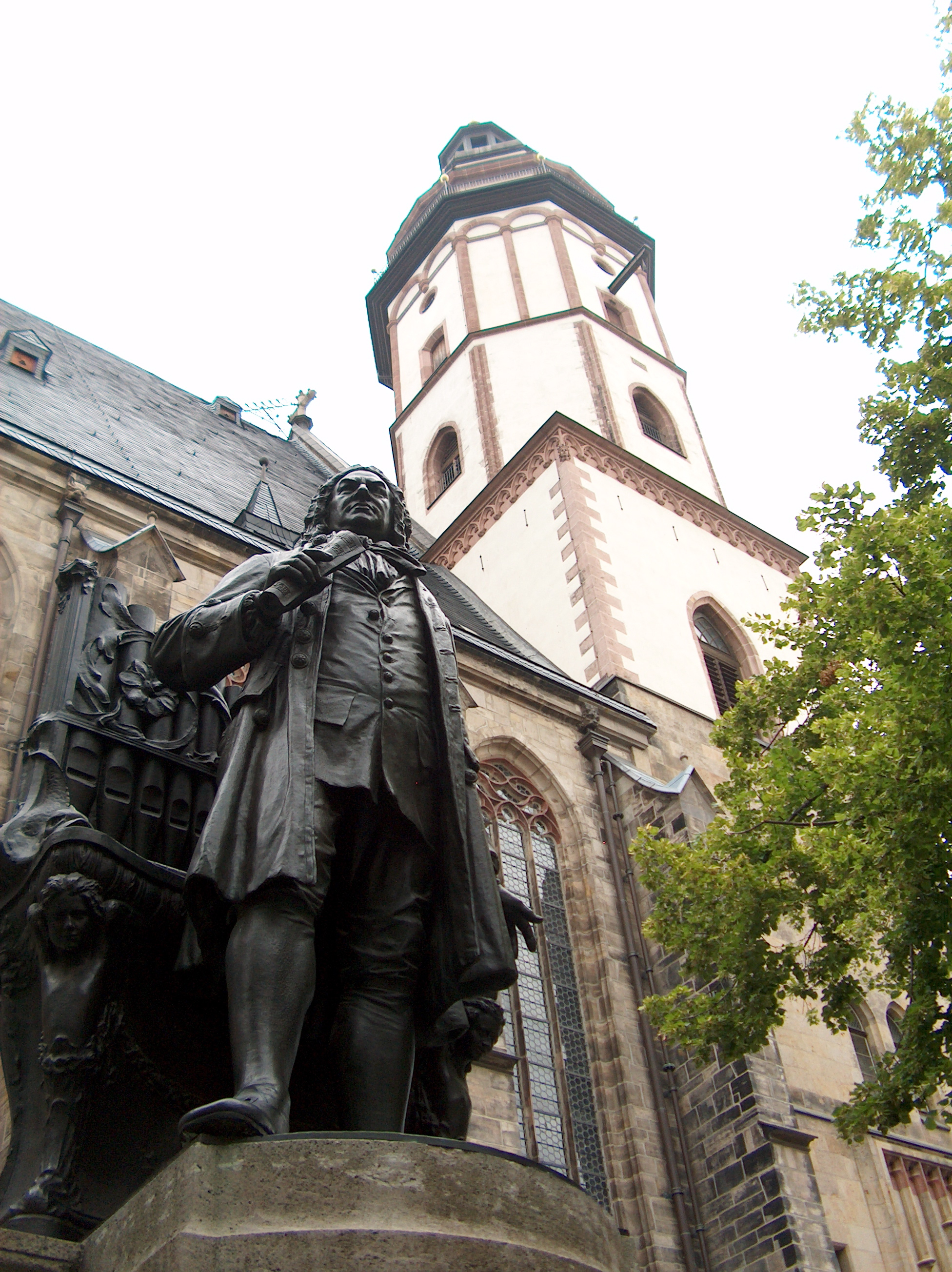
Estatua de Bach frente a la Iglesia de Santo Tomás, donde trabajó a partir de 1723 como Thomaskantor durante 27 años hasta su muerte y dónde descansan sus restos mortales.

Cuando Bach asumió el cargo de Thomaskantor (director de música sacra) de la Escuela de Santo Tomás de Leipzig, el cual proporcionaba música a cuatro iglesias de la ciudad, en mayo de 1723, el primer domingo después de la Trinidad. Comenzó entonces a componer cantatas para todos los eventos del año litúrgico. Escribió Erforsche mich, Gott, und erfahre mein Herz para el octavo domingo después de la Trinidad.
Las lecturas prescritas para este día son de la Epístola a los romanos, «Porque todos los que son guiados por el Espíritu de Dios son hijos de Dios» (Romanos 8:12-17), y del Evangelio de Mateo, la advertencia de los falsos profetas del Sermón de la montaña (Mateo 7:15-23). Un libretista desconocido escribió el texto, el cual está estrechamente relacionado con el evangelio prescrito. Es la primera de un grupo de diez cantatas que siguen la misma estructura del texto bíblico: recitativo – aria – recitativo – aria – coral. Las diez cantatas estaban dedicadas a los domingos 8, 9, 10, 11, 12, 13, 14, 21 y 22 después de la Trinidad y al segundo domingo después de Pascua.
El coro de apertura se basa en los Salmos 139:23, centrados en el examen del corazón del creyente por parte de Dios. El coral de cierre es la novena estrofa del himno de Johann Heermann «Wo soll ich fliehen hin» (1630) sobre la melodía de «Auf meinen lieben Gott», que Bach utilizó de nuevo en 1724 como base para su cantata coral Wo soll ich fliehen hin, BWV 5.
El erudito de Bach Alfred Dürr concluye del autógrafo que sólo la sección central de los terceros movimientos y el coral se compusieron con certeza en 1723. Las otras partes pueden basarse en alguna antigua cantata secular o eclesiástica desconocida, según el director John Eliot Gardiner y el musicólogo Tadeshi Isoyama.

## Partitura y estructura
La cantata en seis movimientos está escrita para tres solistas vocales (alto (A), tenor (T) y bajo (B)), un coro a cuatro voces (SATB), trompa (Co), dos oboes (Ob), dos violines (Vl), viola (Va) y bajo continuo (Bc). Un oboe está marcado como «d'amore» (Oa) en el autógrafo conservado por la Biblioteca Estatal de Berlín. Algunos estudiosos, incluidos Dürr y Gardiner, creen que la segunda parte de oboe en los movimientos corales primero y sexto también debería ser interpretada por el oboe de amor. El título de las partes originales dice: «Domin: 8 post Trinit: / Erforsche mich Gott, und erfahre mein ect. / â / 4 Voci / Corno / 2 Hautbois / 2 Violini / Viola / e / Continuo / di Sign: / JSBach».
En la siguiente tabla de los movimientos, la partitura y las claves y compases se toman de Alfred Dürr, y se utiliza el símbolo de tiempo común (). Los instrumentos se muestran por separado para vientos y cuerdas, mientras que no se muestra el bajo continuo, ya que toca en todo momento.
| N.º | Título                                                                 | Texto         | Tipo       | Vocal | Vientos | Cuerdas     | Tonalidad | Tiempo            |
| --- | ---------------------------------------------------------------------- | ------------- | ---------- | ----- | ------- | ----------- | --------- | ----------------- |
| 1   | Erforsche mich, Gott, und erfahre mein Herz                            | Salmos 139:23 | Coro       | SATB  | Co 2Ob  | 2Vl Va      | la mayor  | 12 8              |
| 2   | Ach, daß der Fluch, so dort die Erde schlägt                           | anónimo       | Recitativo | T     |         |             |           | cuatro por cuatro |
| 3   | Es kömmt ein Tag (Adagio) Denn seines Eifers Grimm vernichtet (Presto) | anónimo       | Aria       | A     | Oa      |             | fa♯ menor | 12 8              |
| 4   | Die Himmel selber sind nicht rein                                      | anónimo       | Recitativo | B     |         |             |           | cuatro por cuatro |
| 5   | Uns treffen zwar der Sünden Flecken                                    | anónimo       | Aria       | TB    |         | 2Vl (unis.) | si menor  | 12 8              |
| 6   | Dein Blut, der edle Saft                                               | Heermann      | Coral      | SATB  | Co 2Ob  | 2Vl Va      | si menor  | cuatro por cuatro |

## Música

### I. Coro – «Erforsche mich, Gott, und erfahre mein Herz»
El coro de apertura se expande en un verso de salmo, «Erforsche mich, Gott, und erfahre mein Herz» (Examíname, Dios, y descubre mi corazón). La música, al estilo de una giga, expresa la confianza del hombre de cara al examen. En 1739 fue caracterizado por Johann Mattheson como «algo así como la flecha rápida de un arroyo» («etwa wie der glattfortschiessende Strom-Pfeil eines Bachs»). El movimiento está estructurado en dos partes (A y A'), con fugas corales sobre los mismos temas, ambas presentando el texto completo. Un ritornello instrumental prolongado, dominado por la trompa, se escucha antes, durante y después de las secciones corales. La primera fuga está precedida por una Devise coral (declaración). A lo largo del movimiento, los dos oboes nunca tocan de forma independiente, sino que duplican a los violines en los ritornelli y a la soprano en las secciones vocales. Las partes virtuosas de la trompa pudieron ser compuestas para Gottfried Reiche.
Bach reutilizó material de este movimiento en el «Cum Sancto Spiritu» de su Misa en la mayor, BWV 234.

### II. Recitativo (tenor) – «Ach, dass der Fluch, so dort»
Un recitativo secco, «Ach, daß der Fluch, so dort die Erde schlägt» (Ay, que la maldición, que golpea la tierra allí), produce un cambio de humor contrastante. Bach interpreta la maldición del pecado, la situación desesperada de los humanos y la amenaza del Juicio Final con una música llena de disonancias.

### III. Aria (alto) – «Es kommt ein Tag»
El aria contralto, «Es kömmt ein Tag» (Vendrá un día), va acompañada de un oboe, un oboe de amor según Alfred Dürr y John Eliot Gardiner. La sección central, «Denn seines Eifers Grimm vernichtet» (Porque la ira de su venganza aniquilará), es ciertamente compuesta en 1723. La sección central está marcada con adagio y en tiempo común, en contraste con la primera sección, marcada con presto y con un compás de 12
8.

### IV. Recitativo (bajo) – «Die Himmel selber sind nicht rein»
Un recitativo secco, «Die Himmel selber sind nicht rein» (Los cielos mismos no son puros), tiende a un arioso en los últimos compases.

### V. Aria (tenor, bajo) – «Uns treffen zwar der Sünden Flecken»
Los violines al unísono acompañan al dúo de tenor y bajo, «Uns treffen zwar der Sünden Flecken» (Las manchas del pecado se nos pegan). Las voces cantan a veces en imitación, a veces en homofonía, al estilo de los dúos que Bach escribió en Köthen al principio de su carrera.

### VI. Coro – «Dein Blut, der edle Saft»
El coral, «Dein Blut, der edle Saft» (Tu sangre, el jugo noble), se expande a cinco partes con una combinación del coro de cuatro partes y una parte de violín que lo acompaña, similar al coral de Erschallet, ihr Lieder, erklinget, ihr Saiten!, BWV 172, escrito anteriormente por Bach para el Pentecostés de 1714 en Weimar.

## Grabaciones
Las entradas de la siguiente lista se toman de la selección en el sitio web de Bach Cantatas. Los grupos instrumentales que tocan instrumentos de época en actuaciones históricamente informadas están marcados en verde.